# 微生物天然产物数据库
微生物天然产物数据库是一个专门收录微生物次生代谢产物化学结构和相关信息的数据库，由中国医学科学院医药生物技术研究所开发。
微生物天然产物数据库的前身是协和生技所1980年代开发的微生物数据管理系统，组建该系统的最初目的是用于管理已经提取的微生物次级代谢产物，避免重复的提取分离和生理活性数据。随着管理系统的扩大，容纳的数据越来越多，遂逐渐转变为存储化合物结构数据的微生物天然产物数据库。
微生物天然产物数据库收录了15000种化合物的数据，其结构类型涵盖β-内酰胺类化合物、大环内酯类化合物、氨基糖苷类化合物、多肽、氯霉素类化合物、四环素类化合物、蒽类化合物、苯衍生物、醌类化合物、色霉酮苷类化合物、安莎类化合物、核苷、糖类化合物、杂环类化合物、萜类化合物等化合物类型。数据库提供的信息包括化合物的俗名、别名、化学名、分子量、分子式、结构类型、CAS登陆号、化合物的物理性质如晶形、熔点、旋光度、溶解度、光谱性质等、化合物的二维和三维结构、化合物的来源、分离提取方法和生理活性数据、相关文献以及专利信息。
微生物天然产物数据库可以用于合理药物设计、虚拟药物筛选、微生物分类等领域的研究。